# Tuntenball
Tuntenball, häufig im Plural Tuntenbälle, auch nach Karl Heinrich Ulrichs Urnings- und Urnindenbälle, sind ballartige Tanz-Festlichkeiten, von denen die Veranstaltungen in Berlin eine mehr als hundertzwanzigjährige Tradition haben. Obwohl sie in Großstädten häufiger veranstaltet, waren sie in der Provinz nicht unbekannt. Das Publikum unterschied zwischen Schwulen- und Lesben-Veranstaltungen: Während auf den Lesbenveranstaltungen häufiger flotte Couleurstudenten mit mächtigen Renommierschmissen auftraten, Landsknechte, dicke Bettelmönche oder Matrosen den Ballsaal bevölkern, ließen sich auf den Schwulen-Bällen häufiger große weibliche Rokoko-Roben aus Taft und Seide sehen, hochtoupierte Frisuren mit passenden Hüten samt eindrucksvollem Parfum.

## Zeit vor Stonewall (1969)
Die wohl ersten Filmaufnahmen eines Tuntenballes aus der Zeit vor Stonewall finden sich in Anders als die Andern, einem Film von Richard Oswald zum Thema Homosexualität aus dem Jahr 1919. Auf dem Berliner Tuntenball spielen Szenen im Film Taxi zum Klo von Frank Ripploh, gedreht 1980.
Mit Unterbrechungen nach der Harden-Eulenburg-Affäre und während der gesamten Zeit des Nationalsozialismus (mit einem Aufflackern während der Olympiade 1936) gab es besonders in den Wintermonaten im 20. Jahrhundert regelmäßig derartige Veranstaltungen. Unterschieden wurden Maskenbälle, Orchester-Bälle und auch Debütantinnenbälle. In der Zeit der Jahrhundertwende vor dem Ersten Weltkrieg und in den zwanziger Jahren waren die Tuntenbälle gesellschaftliche Höhepunkte, auf denen auch gesellschaftliche Prominenz verkehrte.

## Zeit nach Stonewall
Anfang der 1970er Jahre riefen der Gastwirt Andreas Höhne (eigentlich: Willi Höhne; Inhaber von „Andreas’ Kneipe“ am Wittenbergplatz) und Arthur, damals Betreiber der Kalesche, in Walterschens Ballhaus in der Bülowstraße 37 den Berliner Tuntenball ins Leben. Nach dem Abriss von Walterschens Ballhaus 1975 zog der Tuntenball in die Neuköllner „Neue Welt“. Ab 1978 organisierte Andreas Höhne den Tuntenball ohne Arthur. Fortgeführt 1979 im neu eröffneten Berliner ICC – Comeback-Gaststar war Hildegard Knef – entwickelte sich dieser zum Kultball jährlich zu Beginn der Saison im November. Gefeiert wurden bis 1995 im ICC, ab 1996 im Palais am Funkturm. 1998 wurde er abgesagt – zu hohe Kosten, zu wenig Gäste.
Als kleiner Erbe des Tuntenballes galt in Berlin der „Fummelball“, der bis 2000 sechsmal stattfand, unter anderem in der Universal Hall in Moabit. Auch Veranstaltungen wie der „Regenbogenball“, 2001 im Schöneberger Rathaus, gelang es nicht mehr, an diese Tradition erfolgreich anzuknüpfen.
Seit den 1990er Jahren findet in Basel in der Kneipen-Kollektive Hirscheneck alljährlich am 25. Dezember ein Tuntenball statt.
Nach Aufkommen der zweiten Schwulenbewegung, die anfangs politisch stark links, kommerzielle Veranstaltungen ablehnte, wurden Tuntenbälle mehr und mehr durch Großdiskotheken wie das Heaven in London oder – kleiner – das Metropol und Lipstick sowie gesamtdeutsch Die Busche in Berlin abgelöst.
Auch in Wien sind Tuntenbälle in den 1920er Jahren unter der Bezeichnung „Lila Redoute“ im „Myrthenhof“ verbürgt. In den 1960er Jahren gab es den „Bal Parée“ im „Kopernikusstüberl“ in der Corneliusgasse, wie das „Nightshift“ damals noch hieß.

## Gegenwart
Tuntenbälle als Maskenbälle im großen Stil sind selten. Auf eine gewisse Kontinuität kann der Hamburger Tuntenball zurückblicken, der nach fünfjähriger Pause 2011 zum 28. Mal stattfand und für 2012 angekündigt war. In Freiburg hat der explizit nichtkommerzielle Tuntenball eine gewisse Tradition.

## Grazer Tuntenball

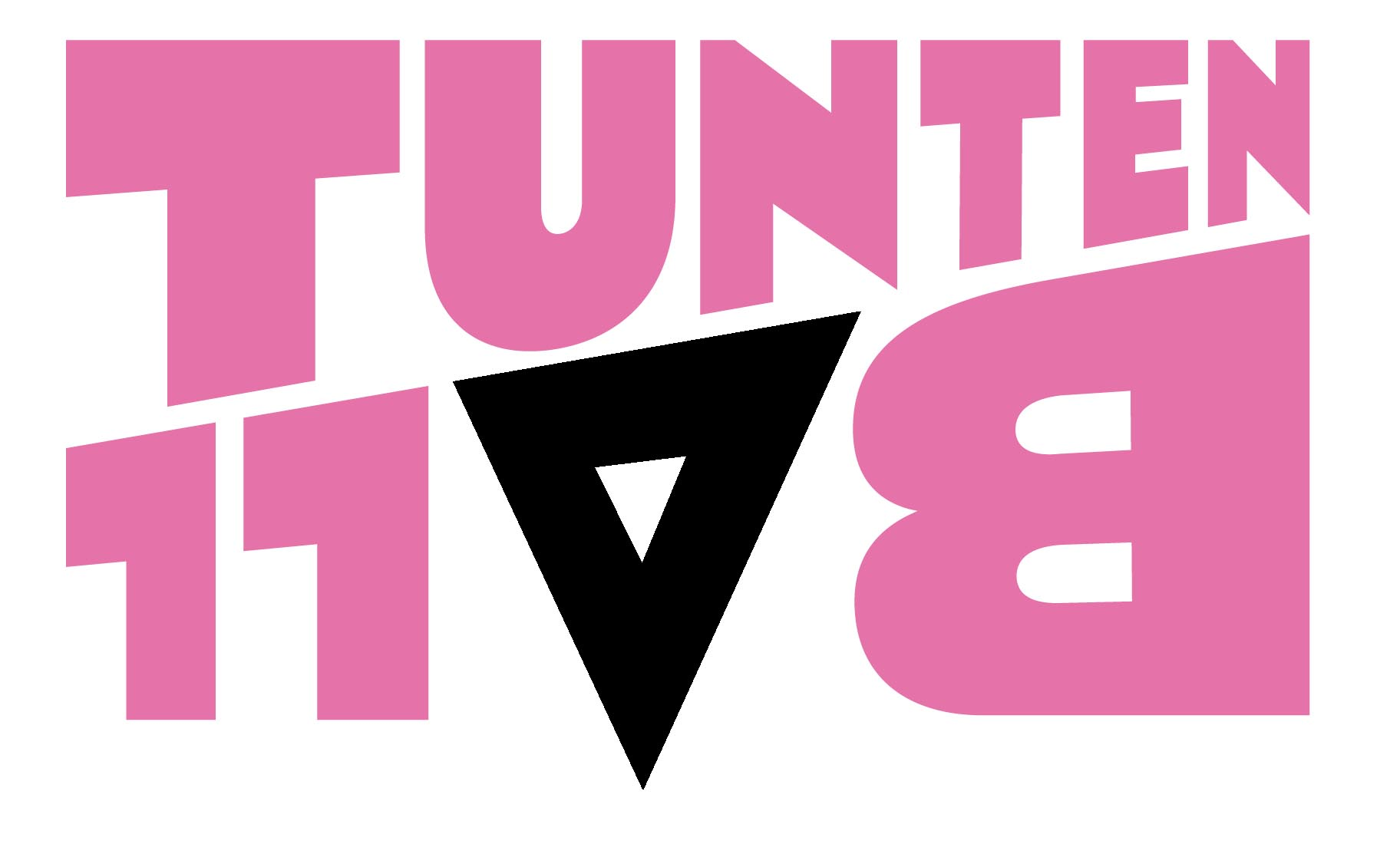
Logo Grazer Tuntenball seit 2019

Im Herbst 1989 forderte AIDS viele Opfer. Mit Homosexualität beschäftigte sich damals noch das Strafrecht. Man sieht Freunde viel zu früh sterben und wird von der Gesellschaft stigmatisiert. Eine Gruppe schwuler Männer will diese Isolation durchbrechen und plant ein Fest von Schwulen für Schwule und ihre Freunde. Dieses Fest soll aber nicht, wie bisher, versteckt in einem Keller stattfinden, sondern als klares Statement für Gleichberechtigung öffentlich wahrnehmbar sein.
So startete in Österreich der Grazer Tuntenball 1990 in der Uni-Mensa der ÖH Graz und entwickelte sich über die Jahre zu einem Höhepunkt der Ballsaison im Grazer Congress mit breitem Publikum. Er wird von den RosaLila PantherInnen veranstaltet. Aus der Tradition der Tuntenbälle heraus ist auch der seit 1993 stattfindende Wiener Life Ball mit seinen glamourösen Kostümen entstanden. Der seit 1992 stattfindende Wiener Rosenball hat als Mischung aus Clubbing und Tuntenball begonnen.

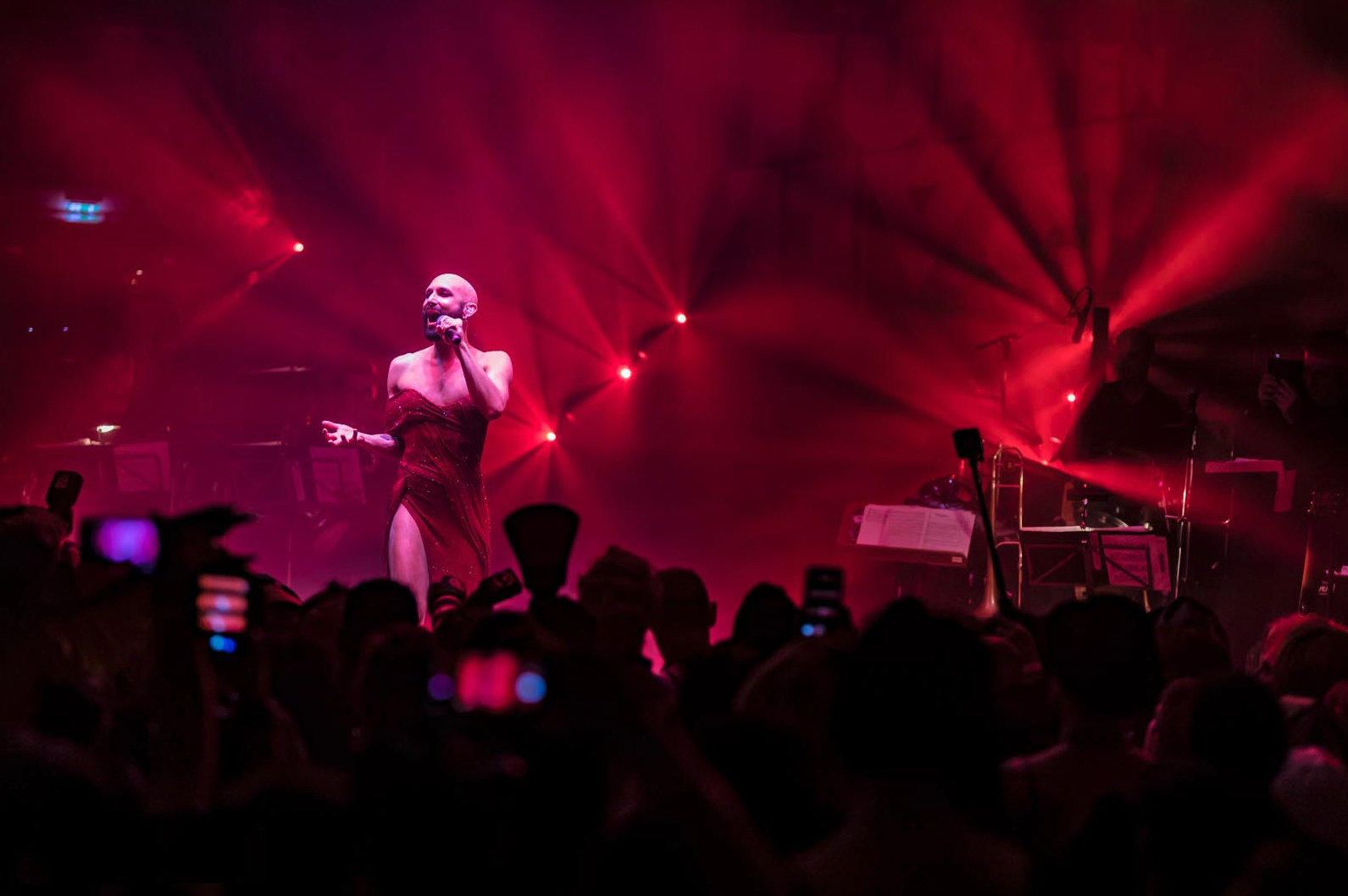
Conchita am 30. Grazer Tuntenball 2019, Fotocredit: Martin Rettenbacher

Nach mehr als 30 Jahre hat sich der Grazer Tuntenball von einem kleinen Fest mit 140 Gästen in der Grazer Uni-Mensa zum größten und ältesten Charityevent Europas entwickelt und finanziert die Menschenrechtsprojekte der RosaLila PantherInnen. Doch die Message ist dieselbe: Alle Menschen sind frei und gleich an Würde und Rechten geboren!
Ein Highlight am Tuntenball ist das Drag Race (bis 2020 Miss Tuntenball Wahlen). Wer es ins Finale schaffen will, braucht Kreativität, Können und Schlagfertigkeit. Eine prominente Jury bestimmt die Finalisten, aus denen am Ballabend ein Siegender hervorgeht.

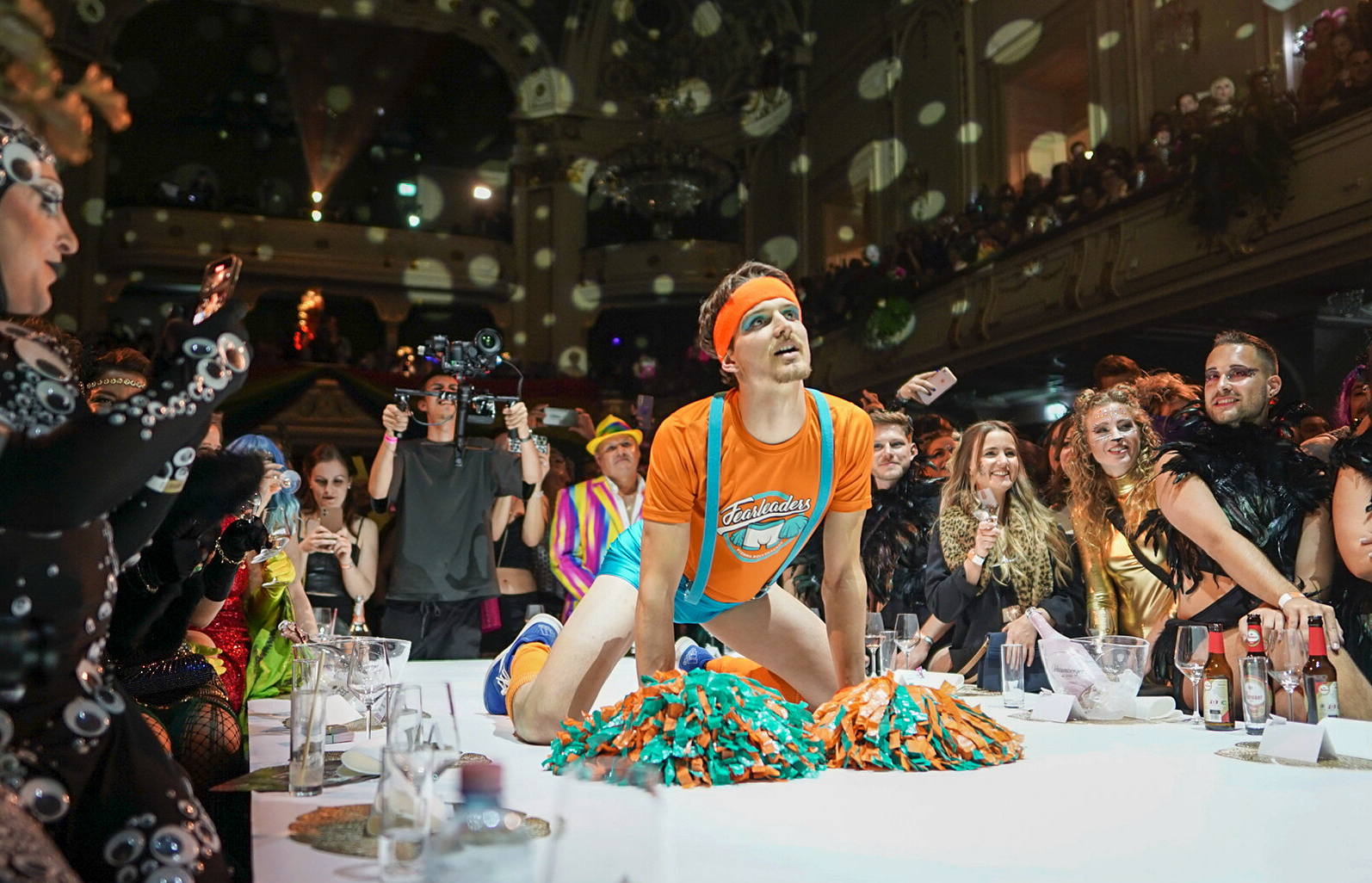
Tuntenball 2023 – Planet Exotica, Eröffnungsshow mit den Fearleaders, Fotocredit: Florian Konstantin

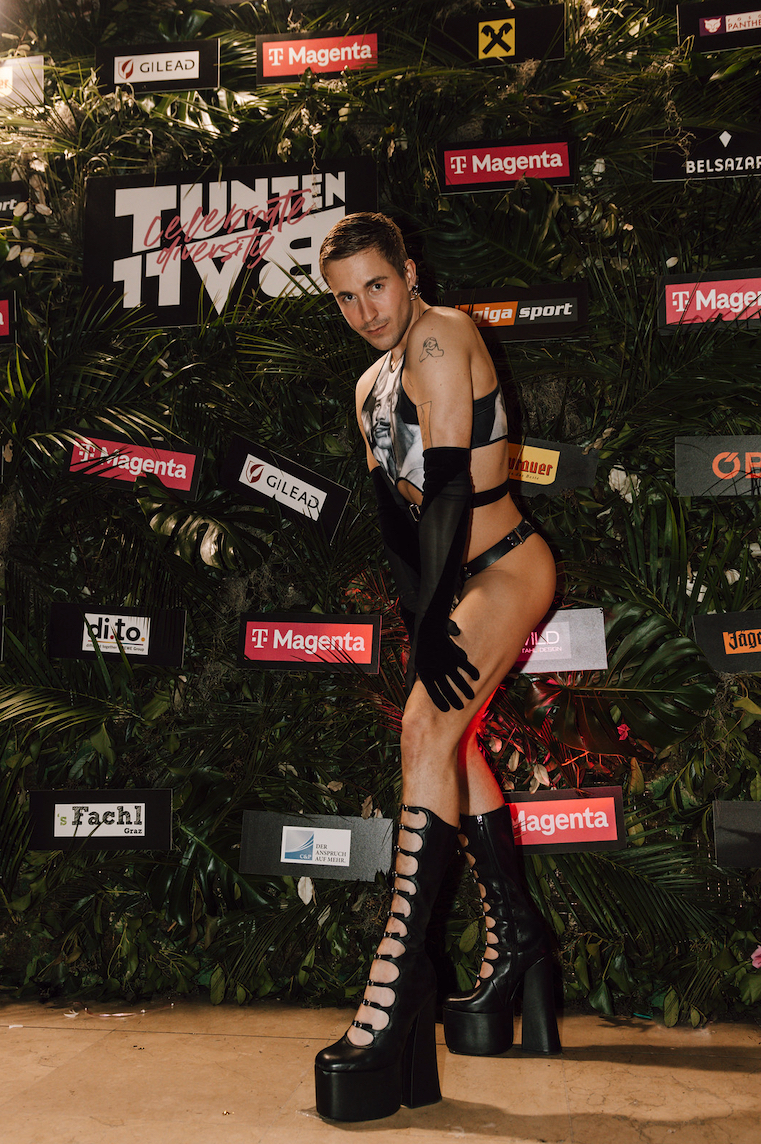
Tuntenball 2023 – Der queere Influencer Robin Solf am Red Carpet, Fotocredit: Vivienne Chabrol

### Auflistung der Veranstaltungen
| Ball | Datum      | Motto                                                 | Tuntenball Drag Race winner        | Ort                 | Veranstalter*innen       |
| ---- | ---------- | ----------------------------------------------------- | ---------------------------------- | ------------------- | ------------------------ |
| 1    | 17.02.1990 | Auf Du und Du mit dem Stöckelschuh                    | –                                  | UNI Mensa           | Alternativreferat der ÖH |
| 2    | 26.01.1991 | Auf Du und Du mit dem Stöckelschuh                    | –                                  | UNI Mensa           | Alternativreferat der ÖH |
| 3    | 26.01.1992 | 3. Grazer Tuntenball                                  | –                                  | UNI Mensa           | RosaLila PantherInnen    |
| 4    | 30.01.1993 | 4. Grazer Tuntenball                                  | –                                  | UNI Mensa           | RosaLila PantherInnen    |
| 5    | 29.01.1994 | 5. Grazer Tuntenball                                  | –                                  | UNI Mensa           | RosaLila PantherInnen    |
| 6    | 28.01.1995 | 6. Grazer Tuntenball                                  | –                                  | UNI Mensa           | RosaLila PantherInnen    |
| 7    | 27.01.1996 | Ein Mann eine Frau wer weiß das so genau?             | –                                  | Meerscheinschlössel | RosaLila PantherInnen    |
| 8    | 25.01.1997 | Manche mögens heiß                                    | Angelique                          | Meerscheinschlössel | RosaLila PantherInnen    |
| 9    | 31.01.1998 | 9. Grazer Tuntenball                                  | Angelique                          | Meerscheinschlössel | RosaLila PantherInnen    |
| 10   | 30.01.1999 | 10. Grazer Tuntenball                                 | Eve                                | Meerscheinschlössel | RosaLila PantherInnen    |
| 11   | 29.01.2000 | Planet der Perücken                                   | Versace                            | Kammersaal          | RosaLila PantherInnen    |
| 12   | 27.01.2001 | Die Tunten der Tafelrunde                             | Spacey                             | Kammersaal          | RosaLila PantherInnen    |
| 13   | 06.02.2002 | Tunten sehen anders aus                               | Versace                            | Kammersaal          | RosaLila PantherInnen    |
| 14   | 15.02.2003 | Tunten dürfen alles                                   | –                                  | Congress Graz       | RosaLila PantherInnen    |
| 15   | 14.02.2004 | Von den Blumen die bunten, von den Männern die Tunten | –                                  | Congress Graz       | RosaLila PnatherInnen    |
| 16   | 19.02.2005 | Viva la Diva                                          | Lucy Lindt                         | Congress Graz       | RosaLila PantherInnen    |
| 17   | 18.02.2006 | Ein Bild von einem Mann                               | Malania                            | Congress Graz       | RosaLila PantherInnen    |
| 18   | 17.02.2007 | Art Nouveau ist Tuntenstil                            | Miss Nancy                         | Congress Graz       | RosaLila PantherInnen    |
| 19   | 16.02.2008 | Tausend Tunten und eine Nacht                         | Liz Pepper                         | Congress Graz       | RosaLila PantherInnen    |
| 20   | 14.02.2009 | Tuntenball forever                                    | Lady Manu                          | Congress Graz       | RosaLila PnatherInnen    |
| 21   | 20.02.2010 | Revolution im Wunderland                              | Paris Diamond                      | Congress Graz       | RosaLila PantherInnen    |
| 22   | 19.02.2011 | UFO Unidentifiziertes fummeltragendes Objekt          | –                                  | Congress Graz       | RosaLila PantherInnen    |
| 23   | 25.02.2012 | Auf ins Paradies                                      | –                                  | Congress Graz       | RosaLila PantherInnen    |
| 24   | 23.02.2013 | verwunschen & verzaubert                              | –                                  | Congress Graz       | RosaLila PantherInnen    |
| 25   | 22.02.2014 | Nostalchic - anything goes                            | Gloria Hole                        | Congress Graz       | RosaLila PantherInnen    |
| 26   | 21.02.2015 | Circus - Welcome to the Family                        | Samanta Gold                       | Congress Graz       | RosaLila PantherInnen    |
| 27   | 20.02.2016 | Beyond the Sea - Dive into new Worlds                 | Bubblegum Lecter                   | Congress Graz       | RosaLila PantherInnen    |
| 28   | 25.02.2017 | Night of Stars - Get out, come out!                   | Erika Empire                       | Congress Graz       | RosaLila PantherInnen    |
| 29   | 24.02.2018 | Let’s Play!                                           | Rachel Estrella Cloud              | Congress Graz       | RosaLila PantherInnen    |
| 30   | 23.02.2019 | SCANDAL - 30 Years of Diversity                       | Vanessa Community                  | Congress Graz       | RosaLila PantherInnen    |
| 31   | 15.02.2020 | ACT!                                                  | Freya van Kant + Eric Eric BigClit | Congress Graz       | RosaLila PantherInnen    |
| –    | 20.02.2021 | Dinner Show EXTRAVAGANZA (abgesagt wegen Covid-19)    |                                    | Congress Graz       | RosaLila PantherInnen    |
| –    | 19.02.2022 | Planet Exotica (wegen Covid-19 verschoben)            |                                    | Congress Graz       | RosaLila PantherInnen    |
| 32   | 25.03.2023 | Planet Exotica                                        | Dixi Glow                          | Congress Graz       | RosaLila PantherInnen    |
| 33   | 24.02.2024 | HALOS x HORNS                                         | Roxie Romeo                        | Congress Graz       | RosaLila PantherInnen    |
| 34   | 22.02.2025 |                                                       |                                    |                     |                          |

### Beschwerde beim Österreichischen Werberat

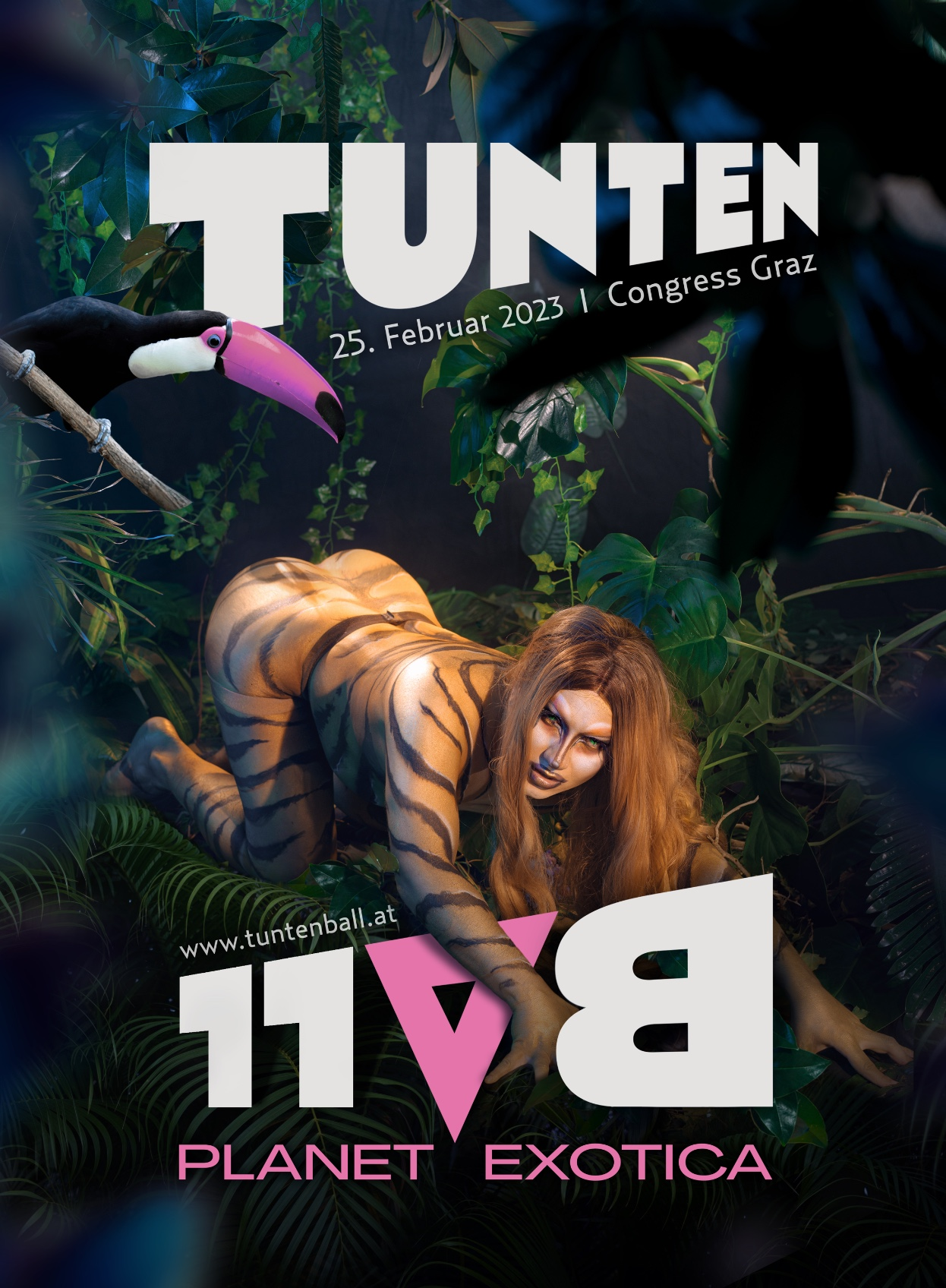
Tuntenball Plakat 2023, Concept & Graphic Design by „Mila Weger“, Photography by „wildundwunderbar“

27. März 2023: In einer Beschwerde richtete sich eine besorgte Person an den Österreichischen Werberat. Das Plakat des Grazer Tuntenballs 2023 verstoße gegen die Ethikrichtlinien der Werberates, so die Person: „Eine Obszön wirkende, sexuell anbiedernde Pose einer abgebildeten nackten Person mit Langhaarperücke … wirke emotional angriffig, überfordernd oder verwirrend auf Kinder, Jugendliche, auch auf Menschen anderen Alters mit einem anderen Sexualitätsverständnis.“
Weiters, wurde Sexismus, herabwürdigung von Geschlecht und Nacktdarstellung vorgeworfen: „Nacktheit gehört für mich nicht in die Öffentlichkeit, sondern kann ihren freien Platz im privaten Raum haben. Wer die eigene geschlechtliche und sexuelle Wahrnehmung als natürlich und normal begreift, möge sie doch in Normalität ausleben.“
Der Österreichische Werberat sieht keinen Grund zum Einschreiten
Begründung:

„Das Plakat zeigt eine Person mit Bodypainting. Die aufgemalten schwarzen Streifen, lassen dabei an einen Tiger erinnern. Verstärkt wird der Bezug zu einer Wildkatze durch die gebückte und ausgestreckte Haltung der Person vor dem Hintergrund grüner Pflanzen und eines am Ast sitzenden Tukans mit pinkem Schnabel.
Das Werbesujet weist einen klaren Bezug zum Motto des Tuntenballs ‚Planet Exotica‘ auf, so steht am Plakat weder Nacktheit noch eine sexualisierende oder herabwürdigende Darstellungsweise im Vordergrund, sondern die kreative Ausgestaltung einer Dschungelszenerie.
Die Pose der Person ist demnach ganz in der Rolle ihrer Verkleidung zu sehen, die weder unwürdig ist noch die Würde der Person verletzt. Demzufolge ist die Werbemaßnahme des Tuntenballs dem Ethik Kodex der Österreichischen Werbewirtschaft nach, in ihrem Gesamtkontext zulässig. Die Werberäte und Werberätinnen sprechen sich daher für keinen Grund zum Einschreiten aus.“